# Aleuritopteris nepalensis
Aleuritopteris nepalensis är en kantbräkenväxtart som beskrevs av Fraser-jenk. Aleuritopteris nepalensis ingår i släktet Aleuritopteris och familjen Pteridaceae. Inga underarter finns listade.